# Степне Тугаєво
Степне́ Туга́єво (рос. Степное Тугаево, чув. Пысăк Чăрăш) — присілок у складі Цівільського району Чувашії, Росія. Входить до складу Першостепановського сільського поселення.
Населення — 218 осіб (2010; 238 у 2002).
Національний склад:
- чуваші — 99 %